# Max Mendheim

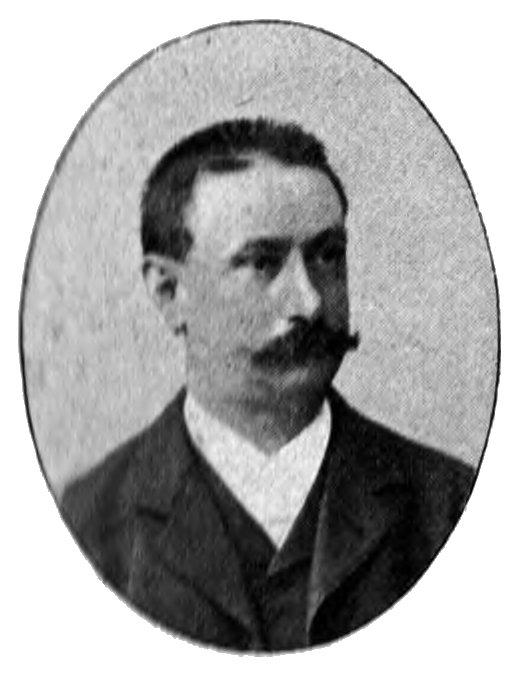
Max Mendheim

Friedrich Albert Max Mendheim (* 11. Januar 1862 in Leipzig; † 16. August 1939 ebenda) war ein deutscher Schriftsteller, Redakteur, Lyriker und Kritiker.

## Leben
Max Mendheim besuchte bis 1879 die Realschule seiner Vaterstadt und entschied sich mit Rücksicht auf die Familie, zunächst Buchhändler zu werden. Diesen Beruf gab er 1883 auf und wechselte 1884 in die Oberprima des Realgymnasiums zu Borna und legte Ostern 1885 die Reifeprüfung ab. Im Anschluss daran studierte er in Leipzig und München Germanistik, neuere Geschichte und Philosophie. 1889 wurde er in Leipzig zum Dr. phil. promoviert. Titel der Doktorarbeit: Das reichsstädtische, besonders Nürnberger Söldnerwesen im 14. und 15. Jahrhundert.
Mendheim war seit 1891 Redakteur des Brockhausschen Konversationslexikons, Mitarbeiter der Allgemeinen Deutschen Biographie sowie der Illustrirten Zeitung. Er schrieb neben Gedichten und Erzählungen auch Biografien wie zum Beispiel von Emanuel Geibel, Ludwig Uhland und Wilhelm Hauff. Er war Herausgeber zahlreicher poetischer und geschichtlicher Werke, so unter anderen von Johannes Scherr, Gustav Schwab, Joseph Victor von Scheffel und Ferdinand Freiligrath.
Max Mendheim war seit 1891 verheiratet mit Anna Klauß und Vater zweier Töchter (Hildegard * 1892, Dora * 1900) und eines Sohnes (Rudolf * 1895). Er war Mitglied des Leipziger Künstler- und Gelehrtenbundes Die Leoniden.